# Эпизод, где Нана умирает дважды
«Эпизод, где Нана умирает дважды» (англ. The One Where Nana Dies Twice) — восьмой эпизод 1 сезона сериала «Друзья», транслируемого на канале NBC. Впервые показан 10 ноября 1994 года.
В данной серии умирает бабушка Геллеров, Моника страдает от придирок матери, а Чендлер мучается вопросом, почему его принимают за гея.
Причёска Рэйчел, ставшая популярной среди многих женщин (и даже получившая собственное название — «Рэйчел») впервые была показана в данном эпизоде.
Эпизод занимает 117-е место в рейтинге среди всех 236-ти серий сериала.

## Сюжет
Во время обеда на работе к Чендлеру подходит коллега — Шелли, и предлагает организовать свидание. Чендлер с радостью соглашается, но оказывается, что это гей-свидание. Чендлер узнает, что многие из его окружения считают его гомосексуалом. Друзья пытаются его успокоить, однако девушки признаются, что при первом знакомстве тоже приняли его за гея. Чендлер пытается выяснить, что в нём «гейского», однако ребята не могут чётко выразить свои впечатления. Рэйчел звонит Пауло из Рима. Росс ревнует к Пауло. В это время по второй линии звонит отец Геллеров и сообщает, что их бабушка (Нана) при смерти.
Росс и Моника прибегают в больницу, там уже их родители и тетя Лиллиан (сестра миссис Геллер). Мать тут же начинает придираться к прическе Моники. Позже все делятся приятными воспоминаниями о бабушке, например Россу нравились подсластители в розовых пакетиках «Sweet'n'Low», которые она постоянно крала из ресторанов. Из палаты Наны выходит медсестра и сообщает, что женщина умерла. Росс и Моника заходят попрощаться, но когда Росс наклоняется, чтобы напоследок поцеловать бабушку, та вскидывает руку и со стоном отворачивается. Внуки в шоке, Моника бежит за персоналом. Но когда приходит медсестра, приборы показывают, что теперь Нана точно умерла.
Центральная кофейня. Чендлер всё пытается выяснить, почему его считают геем. Приходят Моника и Росс, они рассказывают о случае в больнице. Фиби считает, что, возможно, бабушка не умерла и витает где-то рядом, а также делиться воспоминаниями о своей почившей подруге Дебби (ассоциируя ее с желтым карандашом).
Моника и Джек Геллер выбирают гроб для Наны. Отец рассказывает, что когда он умрет, то хочет чтобы его похоронили в море, а поминки прошли на яхте, все это для того, чтобы его не считали предсказуемым.
В квартире Наны Росс с матерью и тетей выбирают наряд для бабушки, в котором её должны хоронить. Они никак не могут определится и соглашаются, что чтобы они не выбрали, Нана все равно была бы не довольна. Россу приходится искать туфли в заваленной кладовой и он случайно рассыпает целую коробку с подсластителями себе на голову.
Чендлер снова разговаривает с Шелли на работе, она рассказывает, что хотела предложить Лоуелла из финансового отдела. Чендлер огорчен, так как думал, что ему предложат кого-то типа «Брайана из зарплатного». Шелли считает, что Брайан не для него, Чендлер пытается доказать обратное, но вспоминает, что он не гей и останавливается.
Ребята готовы отправиться на похороны. Рэйчел хвастается туфлями, которые Пауло выслал ей из Италии. Росс снова ревнует.
После траурной процессии ребята идут по кладбищу, Джуди снова придирается к Монике. Чендлер замечает карманный телевизор у Джоуи, тот следит за футбольной игрой «Гигантов» и «Ковбоев». Рэйчел случайно наступает новыми ботинками в грязь, Росс злорадствует. Ребята обсуждают церемонию и прекрасную погоду и тут Росс оступается и падает в только что выкопанную могилу.
В доме Геллеров проходят поминки. Мать приносит Россу седативное и снова поправляет волосы Моники. Чендлер знакомится с красивой девушкой — Андреа, но тут появляется Росс в приподнято-расслабленном настроении (он выпил уже 4 таблетки) и говорит Чендлеру, что не против, если тот считается себя геем. Андрея ретируется, говоря своей подруге: «Ты была права». Росс садится к Рэйчел и говорит, что любит ее больше всего, Рэйчел дружелюбно говорит, что тоже его любит, Росс расстраивается, что она ничего не поняла и отключается прямо на ней.
Джоуи собирает группу мужчин вокруг своего телевизора, даже Джек Геллер присоединился к просмотру игры. Рэйчел до сих пор прижата Россом и просит Фиби дать что-нибудь пожевать. Моника разговаривает с матерью. Та рассказывает, что Нана вечно придиралась к ней. Позже она осознает, что сама делает то же самое с Моникой.
Друзья рассматривают старые бабушкины фотографии в кофейне, там есть голый Росс-младенец и 26-летняя Нана со своими друзьями в кафе «Java Joe's» 1939 года. Рэйчел замечает, что Моника очень похожа на свою бабушку.
В офисе Чендлер встречает Лоуелла и пытается оправдаться, тот объясняет, что и так знал, что Чендлер не гей. Также он говорит, что Брайан из зарплатного «точно не для него», Чендлер снова пытается доказать обратное, пока в комнату не заходит Брайан.

## В ролях

### Основной состав
- Дженнифер Энистон — Рэйчел Грин
- Кортни Кокс — Моника Геллер
- Лиза Кудроу — Фиби Буффе
- Мэтт Леблан — Джоуи Триббиани
- Мэттью Перри  — Чендлер Бинг
- Дэвид Швиммер — Росс Геллер

### Эпизодические роли
- Кристина Пиклз — Джуди Геллер
- Эллиотт Гулд — Джек Геллер
- Элинор Донахью — тетя Лиллиан
- Ненси Кассаро — Шелли, коллега Чендлера
- Стюарт Фрэткин — Лоуэлл
- Кэролин Лоури — Андреа
- Дэвид Собель[англ.] — Брайан (в титрах не указан)

## Приём
В оригинальном вещании эпизод посмотрели 21,1 млн. зрителей.
Среди всех 236-ти серий телесериала данная серия занимает 117 место.

## Культурные отсылки
- Лоуэлл держит желтую кружку с надписью «Devlin McGregor / Provasic», отсылка к фильму «Беглец» (1993)[5].

## Особенности сценария
- Нана — мать Джуди Геллер, ее звали Алфея[5]. Об этом мы узнаем только из Эпизода с эмбрионами (s04e12).
- «Java Joe's» было одним из первоначальных названием Центральной кофейни в сценарии[5].
- Кадр показывающий место работы Чендлера — это небоскрёб Солоу-билдинг[6].
- Рэйчел говорит, что при первой встрече с Чендлером она приняла его за гея, однако, они познакомились еще в колледже и даже однажды целовались на вечеринке. А Джоуи наоборот утверждает, что не думал о Чендлере в этом ключе, но во флешбеке, где показан эпизод заселения Джоуи в квартиру Чендлера, первый сказал, что «полностью не против всех этих гейских вещей», думая, что  Чендлер — гей.[5]

## Внешние ссылки
| Предыдущий: Эпизод, в котором выключается свет | список эпизодов сериала «Друзья» | Следующий: Эпизод, где улетает Суперпёс |